# اکبر خان نوروزی
اکبرخان نوروزی (زادهٔ ۱۲۸۴ در قـُهجاورِستان اصفهان- درگذشتهٔ ۱۳۲۹) موسیقی‌دان و نوازندهٔ تار اهل ایران بود.

## زندگی‌نامه
اکبر نوروزی قهجاورستانی در سال ۱۲۸۴ ه‍. ش در روستای قـُهجاورِستان واقع در شرق استان اصفهان به دنیا آمد.

## کارنامه هنری
- همکاری با جلال الدین تاج اصفهانی در رادیو اصفهان
- همکاری با جلیل شهناز